# Leohopen
Leohopen (Abell 1367) är en galaxhop i stjärnbilden Leo. Tillsammans med Comahopen, utgör den Coma-superhopen.